# Hugo Manuel Salaberry
Hugo Manuel Salaberry Goyeneche SJ (ur. 7 marca 1952 w San Andrés de Giles) – argentyński duchowny katolicki, biskup Azul od 2006.

## Życiorys

### Prezbiterat
Święcenia kapłańskie otrzymał 3 grudnia 1985 w zakonie jezuitów, zaś 15 sierpnia 1989 złożył śluby wieczyste. W latach 1990–1999 był proboszczem parafii w Itatí, zaś w latach 1998-2006 przewodniczył Radzie CONSUDEC.

### Episkopat
24 maja 2006 papież Benedykt XVI mianował go biskupem diecezji Azul. Sakry biskupiej udzielił mu 21 sierpnia 2006 ówczesny arcybiskup Buenos Aires - kardynał Jorge Bergoglio.